# Heinrich Hiltl
Heinrich Hiltl o Henri Hiltl (Viena, 8 d'octubre de 1910 - 25 de novembre de 1982) fou un futbolista austríac nacionalitzat francès de la dècada de 1930.
Fou internacional amb Àustria, on jugà al Wiener AC. A meitat dels anys trenta es traslladà a França, on fou jugador de Excelsior AC Roubaix, RC Paris i CO Roubaix-Tourcoing, i amb la selecció francesa.